# Adicella agastya
Adicella agastya är en nattsländeart som beskrevs av Schmid 1958. Adicella agastya ingår i släktet Adicella och familjen långhornssländor. Inga underarter finns listade i Catalogue of Life.